# Rajkumari
Rajkumari, probablement née vers 1910, est une actrice et chanteuse indienne principalement connue pour son interprétation de Chandramukhi dans Devdas par P.C. Barua.

## Biographie
Rajkumari, parfois appelée Rajkumari Calcuttawali (trad. « Rajkumari de Calcutta »), de son vrai nom Pullo Bai est née probablement vers 1910. Son nom indique qu'elle est selon toute vraisemblance issue de la courtisanerie,, et tout comme Jaddan Bai, Ratan Bai ou Jehanera Kajjan, elle embrasse une carrière d'actrice-chanteuse à Calcutta au début des années 1930.
Elle apparaît pour la première fois à l'écran en 1933 dans Aankh Ka Nasha, la seconde adaptation au cinéma de la pièce en hindi-urdu écrite dix ans auparavant par Aga Hashr Kashmiri, l'auteur maison de Madan Theatres. J.J. Madan, lui-même, réalise ce film qui évoque la traîtrise de l'amour d'une courtisane et dont Jehanera Kajjan est la vedette. Pendant deux années, Rajkumari sera ainsi à l'affiche de dix films de Madan Theatres ou, à mesure que le studio s'effondre économiquement, de petites sociétés de productions telle que Tollywood Studio.
Dès 1933, Rajkumari est également engagée par le studio New Theatres de Calcutta. Elle joue ainsi le rôle principal de la princesse de Vijaynagara promise au prince Pervez interprété par K.L. Saigal dans Karwan-E-Hayat réalisé par Premankur Athorty. En 1935, P.C. Barua reconstitue le duo qu'elle constituait avec K.L. Saigal en lui offrant le rôle de la courtisane Chandramukhi dans son remake en hindi de Devdas. Elle accède à la célébrité grâce à ce film, même si elle ne danse pas et ne chante qu'une seule chanson, Naahi Aaye Ghanashyaam Gheri Aai Badari qui n'a probablement pas été gravée sur un 78 tours. Elle enchaîne ensuite l'année suivante avec Karodpati, une comédie d'Hemchandra Chunder, puis Pujarin de P.C. Barua, un remake de Dena Paona, le premier film parlant de New Theatres. Ces deux films, bien qu'en hindi et mettant encore en vedette K.L. Saigal, n'ont eu du succès qu'au Bengale et sont passés inaperçus dans le reste de l'Inde.
Comme de nombreux acteurs à cette époque, elle quitte New Theatres au milieu des années 1930. En 1937, elle tourne dans Mandir, un film mythologique en hindi réalisé par A.R. Kardar qui travaille alors à Calcutta pour la East India Film Company. Puis elle se laisse convaincre par l'usine à rêves qu'est  Bombay et rejoint Ranjit Movietone, le studio de Gohar et de Chandulal Shah. Gorakh Aya, son premier film pour son nouveau studio est encore un film mythologique. Il est réalisé en 1938 par Chaturbhuj Doshi un ancien journaliste et publicitaire dont c'est le premier film. La critique est favorable et loue le talent de Rajkumari. Elle ne tient pourtant qu'un rôle secondaire dans la comédie The Secretary du même Chaturbhuj Doshi et dans le policier Professor Waman M.S.C. qui sortent quelques semaines plus tard. Dans Achhut enfin, qui atteint les écrans en décembre 1939, elle n'est même pas remarquée.
Il s'agit de son dernier film; elle épouse en 1939 à Calcutta un certain Motilal Seth et retourne dans l'anonymat.

## Filmographie

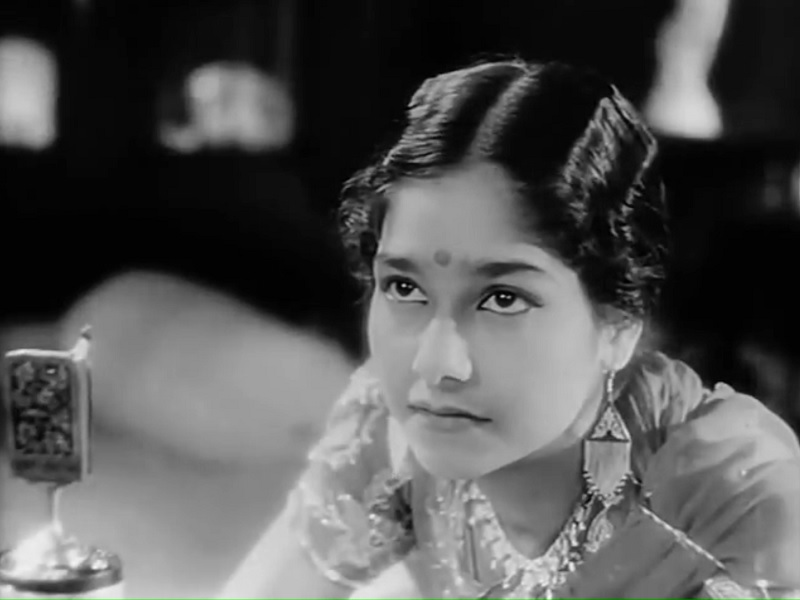
Rajkumari dans Devdas (1935).

La filmographie de Rajkumari est mal connue car plusieurs artistes de cinéma utilisaient depuis la fin des années 1920 ce nom courant qui signifie simplement « Princesse ». Ainsi, le chercheur indien Ram Awatar Agnihotri lui attribue par exemple une carrière d'actrice qui va jusqu'en 1945. La liste qui suit est constituée des films auxquels Rajkumari a participé de manière à peu près certaine.
- 1933 : Aankh Ka Nasha de J.J. Madan
- 1933 : Turki Sher de J.J. Madan
- 1934 : Anokha Prem de Faredoon Irani
- 1934 : Insaaf Ki Tope de Vithaldas Panchotia
- 1934 : Prem Pariksha de G.R. Sethi
- 1934 : Ramayan de Prafulla Roy et Sudarshan
- 1935 : Devdas de P.C. Barua
- 1935 : Jahan Ara de Faredoon Irani
- 1935 : Karwan-E-Hayat de Premankur Atorthy et Hemchandra Chunder[note 3]
- 1935 : Mera Pyara de Ezra Mir
- 1935 : Miss Manorama de Faredoon Irani
- 1935 : Vasant Prabha de Abbas Ali et Mohammed Hussain
- 1936 : Karodpati / Millionaire de Hemchandra Chunder[note 4]
- 1936 : Pujarin de Prafulla Roy
- 1937 : Mandir de A.R. Kardar
- 1938 : Gorakh Aya de Chaturbhuj Doshi
- 1938 : Professor Waman M.S.C. de Manibhai Vyas
- 1938 : The Secretary de Chaturbhuj Doshi
- 1939 : Achhut / The Untouchable de Chandulal Shah